# Jay Morberg
Jason „Jay“ Morberg ist ein kanadischer Schauspieler und Rechtsanwalt.

## Leben
Morberg ist Absolvent der Osgoode Hall Law School. Von 1986 bis 1991 besuchte er die Arizona State University, wo er seinen Bachelor of Applied Science in Politikwissenschaft machte. Anschließend bis 1994 besuchte er das Western State College of Law im kalifornischen Irvine. Dort erhielt er seinen Juris Doctor. Von 1998 bis 1999 arbeitete er bei 20th Century Studios und war für Rechtsangelegenheiten zuständig. In derselben Funktion war er von 2004 bis 2006 bei der Alberta Fimworks Inc. (Seven 24 Films) tätig. Anschließend war er drei Monate bei der Freefall Productions Inc. im Sponsoring tätig. Von 2007 bis 2010 war er bei der Voice Pictures Inc. als Verkaufsleiter und in Rechtsangelegenheiten tätig. Im Februar 2014 gründete er die Firma Spartan Law, wo er als Rechtsanwalt tätig ist. Er ist heute in Calgary, Alberta, wohnhaft.
Nebenberuflich ist Morberg als Schauspieler tätig und debütierte 1998 in einer Episode der Fernsehserie Liebling, ich habe die Kinder geschrumpft. 2000 durfte er in einer weiteren Episode einen weiteren Charakter darstellen. Nach dem Kurzfilm The AnyTime Boys folgten 2004 die Filmproduktionen Call Me: The Rise and Fall of Heidi Fleiss, Identity Theft: The Michelle Brown Story und Oblivion. 2016 folgte eine Nebenrolle in Empyrean. 2017 war er in einer Episode der Fernsehserie Wynonna Earp zu sehen. Im selben Jahr übernahm er die Rolle des Larry Vogel im Katastrophenfilm Global Storm – Die finale Katastrophe. 2019 hatte er eine Episodenrolle in Realization, 2020 folgte eine Besetzung in Events Transpiring Before, During, and After a High School Basketball Game.

## Filmografie
- 1998–2000: Liebling, ich habe die Kinder geschrumpft (Honey, I Shrunk the Kids: The TV Show) (Fernsehserie, 2 Episoden)
- 2002: The AnyTime Boys (Kurzfilm)
- 2004: Call Me: The Rise and Fall of Heidi Fleiss (Fernsehfilm)
- 2004: Identity Theft: The Michelle Brown Story (Fernsehfilm)
- 2004: Oblivion
- 2016: Empyrean
- 2017: Wynonna Earp (Fernsehserie, Episode 2x02)
- 2017: Global Storm – Die finale Katastrophe (Global Meltdown) (Fernsehfilm)
- 2019: Realization (Fernsehserie, Episode 1x01)
- 2020: Events Transpiring Before, During, and After a High School Basketball Game